# Sporting CP (futsal)
Sporting Clube de Portugal (wym. [ˈspɔɾtĩɡ ˈklub(ɨ) dɨ puɾtuˈɣaɫ] – portugalski klub futsalu z siedzibą w Lizbonie, występuje w Liga Portuguesa (pierwszy poziom rozgrywkowy). 

## Sukcesy
- Mistrzostwo Portugalii (11): 1990/91, 1992/93, 1993/94, 1994/95, 1998/99, 2000/01, 2003/04, 2005/6, 2009/10, 2010/11, 2012/13
- Puchar Portugalii (4): 2005/06, 2007/08, 2010/11, 2012/13
- Superpuchar Portugalii (5): 2001, 2004, 2008, 2010, 2013